# Olga Kern
Pour les articles homonymes, voir Kern.
Olga Kern est une pianiste russe née le 23 avril 1975 à Moscou. Elle reçoit la médaille d'or ex aequo avec Stanislav Ioudenitch au onzième Concours international de piano Van-Cliburn en 2001. Elle donne son premier récital à New York le 1er mai 2004 au Carnegie Hall.

## Critiques
- Une pianiste en route vers les sommets (New York Times)
- Son jeu est brillant, limpide, d'une souveraine vigueur et d'une virtuosité éblouissante à la Horowitz (The Washington Post)

## Discographie
- Brahms. Variations (2007), Variations et fugue sur un thème de Haendel, Variations sur un thème de Paganini
- Chopin. Concerto pour piano n°1 (2006)
- Rachmaninov. Sonate n°2, Balakirev. Islamey (2005)
- Rachmaninov. Variations Corelli. Transcriptions (2004)
- Tchaïkovski. Concerto pour piano n°1 (2003)
- Concours international de piano Van Cliburn (11e) (2001)